# Вельяминов-Зернов, Андрей Петрович
Андрей Петрович Вельяминов-Зернов «Кривой» (годы рождения и смерти неизвестны) — воевода в правление царя Бориса Годунова, младший из двух сыновей Петра Юрьевича Вельяминова-Зернова.
В 1613 году Вельяминов Андрей Петрович до августа был воеводой в городе Чебоксары.

## Биография
В мае 1598 года Андрей Вельяминов-Зернов был отправлен воеводой в Новгород-Северский вместо воеводы князя Луки Осиповича Щербатого.
В 1601/1602 году проиграл земельный спор с Плещеевыми. В 1602 году Андрей Вельяминов-Зернов был отправлен на воеводство в Ливны вместо Замятни Сабурова. В том же году «государь царь .. Борис Федорович … да сын его сударь царевич Федор Борисович … указали быти на Москве по городом в объезжих головах… От Никицкие улицы по Неглинну Андрей Петров сын Вельяминов…» В 1603 году был отправлен воеводой в Ливны вместо отозванного в Москву З. И. Сабурова, «и с Ливен воевода Андрей Вельяминов пущон». В 1606 году — воевода в Тетюшах.
Сыновья: Мирон, Ратман и Роман Вельяминовы-Зерновы. Дочь Авдотья Андреевна Вельяминова, муж: князь Дмитрий Лукич Щербатый.